# Представьте себе
Представьте себе (англ. Just Imagine) — американский комедийный мюзикл режиссёра Дэвида Батлера 1930 года. Фильм был номинирован на премию «Оскар» за лучшую работу художника-постановщика (Стивен Гуссон, Ральф Хаммерас).

## Сюжет
В 1980 году воздушный транспорт вытесняет автомобильные средства передвижения. Граждане именуются по номерам, и правосудие постоянно вторгается в частную жизнь людей — например, для того, чтобы решить, кто из двух соперников женится на девушке, они должны совершить героический поступок. Итак, у Джей-21 есть всего 4 месяца, чтобы совершить подвиг и завоевать руку и сердце ЛН-18. Один учёный предлагает ему экспедицию на Марс. Джей-21 и его лучший друг отправляются туда, прихватив с собой третьего компаньона — мошенника, который умер в 1930 году, но был оживлен благодаря научному прогрессу.

## В ролях
- Эль Бренделя — Сингл В
- Морин О’Салливан — ЛН-18
- Джон Гаррик — Джей-21
- Марджори Уайт — Д-6
- Фрэнк Альбертсон — РТ-42
- Хобарт Босворт — С-4
- Кеннет Томсон — МТ-3
- Миша Ауэр — А-36
- Иван Лину — Локо / Боко
- Джойзель Джойнер — Лу Лу / Бу Бу
- Уилфред Лукас — Х-10
- Хейни Конклин — пьяница в 1880 году (в титрах не указан)